# Антония Малатеста
Антония Малатеста (на италиански: Antonia Malatesta; * 1451, Римини; † 25 декември 1483, Луцара) е италианска благородничка от рода Малатеста, чрез брак владетелка на Кастильоне, Кастел Гофредо, Солферино, Луцара и Повильо.

## Произход
Тя е дъщеря на Сиджизмондо Пандолфо Малатеста (* 1417, † 1468), владетел на Римини и на Фано, кондотиер, и на третата му съпруга Изота дели Ати (* ок. 1432, † 1474). Има един брат и една сестра:
- Джовани († 1447 като малък)
- Маргерита, съпруга на Карло Фортебрачо, син на кондотиера Брачо Фортебрачо – граф на Монтоне

Има и много природени братя и сестри: от първия брак на баща си един брат, от втория брак – един брат и една сестра, и от негови извънбрачни връзки – четирима братя и пет сестри.

## Биография
На 11 януари 1481 г. се омъжва за Родолфо Гонзага, владетел на Кастильоне, Кастел Гофредо, Солферино, Луцара и Повильо, от когото няма деца. 
На 25 декември 1483 г. е обезглавена в Луцара по нареждане на съпруга ѝ за изневяра. Според една друга историческа версия за смъртта ѝ тя влиза в спор с Еузебио Малатеста, администратор на Федерико I Гонзага, относно потомците на последния. Еузебио си отмъщава, като казва на Федерико, че Антония крои заговор срещу братовчед му Родолфо и той, заради безопасност кара жена му да бъде убита, като я обезглавява на градския площад на Луцара.